# Shandong
Pour l’article homonyme, voir Péninsule du Shandong.
Le Shandong (chinois simplifié : 山东省 ; chinois traditionnel : 山東省 ; pinyin : Shāndōng shěng ; EFEO : Chan-tong ; litt. « à l'est de la montagne ») est une province de l'est de la Chine, sur la mer Jaune et le golfe de Bohai. Avec plus de 100 millions d'habitants, c'est l'une des provinces les plus peuplées du pays. Bien que situé au sud de Pékin, on considère que le Shandong fait partie de la Chine du Nord.
Le Shandong a joué un rôle majeur dans l'histoire de la Chine depuis le début de la civilisation chinoise le long du cours inférieur du fleuve Jaune. Il a servi de centre culturel et religieux central pour le taoïsme, le bouddhisme chinois et le confucianisme. Le mont Tai, dans le Shandong, est la montagne la plus vénérée du taoïsme et un site qui possède l'une des plus longues histoires de culte continu au monde. Les temples bouddhistes dans les montagnes au sud de la capitale provinciale, Jinan, étaient autrefois parmi les principaux sites bouddhistes en Chine. La ville de Qufu est le lieu de naissance de Confucius et a été plus tard établie comme le centre du confucianisme. Le confucianisme s'est développé à partir de ce que l'on a appelé plus tard les Cent écoles de pensée, à partir des enseignements du philosophe chinois Confucius.
La situation du Shandong à l'intersection des anciennes et modernes routes commerciales nord-sud et est-ouest a contribué à en faire un centre économique. Après une période d'instabilité politique et de difficultés économiques qui a débuté à la fin du XIXe siècle, le Shandong a connu une croissance rapide au cours des dernières décennies. Avec plus de 100 millions d'habitants, le Shandong est la sixième entité subnationale la plus peuplée du monde et la deuxième province la plus peuplée de Chine. L'économie du Shandong est la troisième économie provinciale de Chine avec un PIB de 8 300 milliards de yuan en 2021, soit 1 300 milliards de dollars américains, ce qui équivaut au PIB du Mexique,. Par rapport à un pays, elle serait la 15e économie et la 15e en population en 2021. Son PIB par habitant se situe autour de la moyenne nationale.
Le Shandong est considéré comme l'une des provinces chinoises les plus performantes en matière d'éducation et de recherche. Elle abrite 153 établissements d'enseignement supérieur, ce qui la place en deuxième position dans l'est de la Chine après le Jiangsu et en quatrième position parmi toutes les provinces/municipalités chinoises après le Jiangsu, le Guangdong et le Henan. En 2022, deux grandes villes se classent parmi les 70 premières villes du monde (Jinan, 36e et Qingdao 68e) en termes de résultats de la recherche scientifique, selon le Nature Index.

## Géographie

### Localisation
La province est située à l'extrémité orientale de la plaine de Chine du Nord et dans le cours inférieur du fleuve Jaune (Huang He), et s'étend jusqu'à la mer sous la forme de la péninsule du Shandong. Le Shandong est bordé par le golfe de Bohai au nord, le Hebei au nord-ouest, le Henan à l'ouest, le Jiangsu au sud et la mer Jaune au nord-est, à l'est et au sud-est ; il partage également une très courte frontière avec l'Anhui, entre le Henan et le Jiangsu.

### Topographie
Les parties nord-ouest, ouest et sud-ouest de la province font toutes partie de la grande plaine de Chine du Nord. Le centre de la province est plus montagneux, le mont Tai (chinois : 泰山) étant le plus important. À l'est de la province, la péninsule vallonnée du Shandong s'étend jusqu'à la mer un grand et le grand promontoire montagne qui la traverse plonge dans la mer Jaune, mer dans laquelle le fleuve Jaune se jette. L'archipel de Miaodao, au nord de la péninsule du Shandong, constitue la frontière entre le golfe de Bohai (à l'ouest) et la mer Jaune (à l'est). Le plus haut sommet du Shandong est le mont pic de l'Empereur de Jade qui culmine à 1 545 mètres et qui est également le plus haut sommet de la chaîne des monts Tai.

### Hydrographie
Le fleuve Jaune traverse les régions occidentales du Shandong ; depuis 1855, il a toujours pénétré dans la mer jusqu'à la côte septentrionale du Shandong ; dans le Shandong, il coule sur une digue, plus haute que les terres environnantes, et divise le Shandong occidental en deux bassins hydrographiques : celui de Hai He, au nord, et celui de Huai He, au sud. Le Grand Canal de Chine entre dans le Shandong par le nord-ouest et en sort par le sud-ouest. Le lac Weishan est le plus grand lac de la province. Le littoral de Shandong s'étend sur 3 000 kilomètres. La péninsule de Shandong possède une côte rocheuse avec des falaises, des baies et des îles ; la baie de Laizhou, la plus méridionale des trois baies de la mer de Bohai, borde la côte nord entre Dongying et Penglai ; la baie de Jiaozhou, beaucoup plus petite, est entourée par Qingdao. Les îles Miaodao s'étendent vers le nord depuis la côte la plus septentrionale de la péninsule, séparant la mer de Bohai de la mer Jaune.

### Climat
La province du Shandong a un climat tempéré : climat continental humide, codé « Dwa » selon la classification de Köppen, climat marqué par de gros écarts saisonniers de température. La zone intérieure, en particulier dans ses parties septentrionales, est soumise au plein effet de la mousson d'hiver, lorsque les vents froids du nord-ouest persistent jusqu'en décembre. La direction du vent s'inverse progressivement à partir du mois de mars, et les vents plus chauds du sud-est prévalent tout au long de l'été. Dans la zone intérieure, les précipitations annuelles vont d'environ 500 mm dans le nord-ouest du Shandong à 1 000 mm à l'approche de l'embouchure du fleuve Jaune. De 70 à 80 % des précipitations annuelles totales tombent en été. Les régions intérieures du Shandong sont également sujettes à de violentes tempêtes de poussière en hiver et au printemps, parfois suivies de sécheresses et à de fréquentes inondations en été. Les températures dans la zone intérieure varient de -4 °C en janvier dans le nord de l'intérieur de la province à 28 °C  en juillet. Cette zone est soumise à des températures glaciales pendant un à trois mois, les gelées étant fréquentes de la fin octobre à avril. Les rivières gèlent souvent pendant de longues périodes au cours des mois d'hiver. Dans la zone intérieure, la saison de croissance annuelle s'étend de 200 à 250 jours.
L'orientation maritime de la péninsule de Shandong tend à modifier les extrêmes climatiques de la zone intérieure. La moitié septentrionale de la péninsule est soumise à des tempêtes de neige et de pluie en hiver, ainsi qu'à des glaces côtières étendues depuis l'embouchure du fleuve Jaune jusqu'à Weihai et Yantai ; la moitié méridionale est un peu plus chaude. Les températures moyennes de janvier varient de -4 °C sur la côte nord de la péninsule à 0 °C dans le sud. La différence de température est moindre pendant les mois chauds de l'été, où la température moyenne en juillet est de 26 °C, mais les ports de Yantai et de Qingdao sont plus frais que la zone intérieur. La température estivale maximale dans ces ports dépasse rarement 25 °C. Le brouillard marin est fréquent le long des côtes nord et sud de la péninsule. En raison de l'humidité relative élevée, les précipitations moyennes annuelles sur la péninsule atteignent 790 mm, avec un contraste saisonnier moins marqué qu'à l'intérieur de la province. Les précipitations les plus importantes se produisent sur les pentes orientées vers le sud des collines du centre et de la péninsule.
Le rayonnement solaire annuel total est de 481 à 540 kJ/cm2 ; la température annuelle moyenne de la province est de 11,0 à 14,2 °C, la température annuelle moyenne cumulée au-dessus de 0 °C est de 4137 à 5283 °C, et la température annuelle moyenne cumulée au-dessus de 10 °C est de 3592 à 4760 °C, et la période annuelle moyenne sans gel est de 173 à 250 jours  ; les précipitations annuelles moyennes de la province sont de 550 à 950 mm, les précipitations estivales représentant 55 % à 70 % de l'année  ; les catastrophes naturelles touchant la production agricole de la province comprennent principalement la sécheresse et les inondations, la grêle, les coups de vent, les vents secs et chauds, les gelées à basse température, les raz-de-marée, ainsi que les parasites et les maladies.
|              | Printemps | Printemps | Printemps | Printemps             | Été  | Été     | Été  | Été                   | Automne   | Automne | Automne  | Automne               | Hiver    | Hiver   | Hiver   | Hiver                 |                  |
| Localisation | mars      | avril     | mai       | moyenne trimestrielle | juin | juillet | août | moyenne trimestrielle | septembre | octobre | novembre | moyenne trimestrielle | décembre | janvier | fevrier | moyenne trimestrielle | moyenne annuelle |
| Jinan        | 7,6       | 15,2      | 21,8      | 14,9                  | 26,3 | 27,4    | 26,2 | 26,6                  | 21,7      | 15,8    | 7,9      | 15,1                  | 1,1      | -1,4    | 1,1     | 0,3                   | 14,2             |
| Qingdao      | 4,5       | 10,2      | 15,7      | 10,1                  | 20,0 | 23,9    | 25,1 | 23,0                  | 24,1      | 15,9    | 8,8      | 15,4                  | 2,0      | -1,2    | 0,1     | 0,3                   | 12,2             |
| Zibo         | 6,1       | 13,8      | 20,2      | 13,4                  | 25,1 | 26,9    | 25,5 | 25,8                  | 20,5      | 14,2    | 6,5      | 13,7                  | -0,5     | -3,0    | -0,6    | -1,4                  | 12,9             |
| Zaozhuang    | 7,5       | 14,1      | 20,0      | 13,9                  | 24,9 | 26,8    | 26,3 | 26,0                  | 21,3      | 15,3    | 8,0      | 14,9                  | 1,5      | -0,8    | 1,5     | 0,7                   | 13,9             |
| Dongying     | 4,5       | 12,1      | 19,1      | 11,9                  | 23,5 | 26,0    | 25,4 | 25,0                  | 20,2      | 13,8    | 5,8      | 13,3                  | -1,3     | -4,0    | -1,9    | -2,4                  | 11,9             |
| Yantai       | 4,3       | 11,2      | 17,8      | 11,1                  | 21,7 | 24,7    | 25,0 | 23,8                  | 21,2      | 15,6    | 8,4      | 15,1                  | 1,6      | -1,6    | -0,5    | -0,2                  | 12,5             |
| Weifang      | 5,1       | 12,5      | 19,1      | 12,2                  | 23,6 | 25,9    | 25,2 | 24,9                  | 20,2      | 14,2    | 6,5      | 13,6                  | -0,5     | -3,2    | -1,0    | -1,6                  | 12,3             |
| Jining       | 7,3       | 14,2      | 20,2      | 13,9                  | 25,4 | 26,9    | 26,0 | 26,1                  | 20,7      | 14,8    | 7,1      | 14,2                  | 0,4      | -1,9    | 0,9     | -0,2                  | 13,5             |
| Binzhou      | 5,4       | 13,0      | 19,8      | 12,7                  | 24,5 | 26,5    | 25,5 | 25,5                  | 20,3      | 13,9    | 5,9      | 13,4                  | -0,9     | -3,8    | -1,4    | -2,0                  | 12,4             |
| Dezhou       | 6,0       | 14,0      | 20,7      | 13,6                  | 25,5 | 26,9    | 25,5 | 26,0                  | 20,6      | 14,1    | 5,9      | 13,5                  | -1,0     | -3,4    | -0,8    | -1,7                  | 12,9             |
| Heze         | 7,1       | 14,3      | 20,4      | 13,9                  | 25,7 | 27,0    | 25,9 | 26,2                  | 20,8      | 14,7    | 7,2      | 14,2                  | 0,6      | -1,7    | 1,2     | 0,0                   | 13,6             |
| Liaocheng    | 6,9       | 14,1      | 20,5      | 13,8                  | 25,6 | 26,8    | 25,6 | 26,0                  | 20,5      | 14,4    | 6,6      | 13,8                  | -0,1     | -2,6    | -0,2    | -0,8                  | 13,2             |
| Linyi        | 6,3       | 13,3      | 19,3      | 13,0                  | 23,9 | 26,2    | 25,9 | 25,3                  | 21,0      | 15,0    | 7,7      | 14,6                  | 1,0      | -1,5    | 0,7     | 0,1                   | 13,2             |
| Tai'an       | 6,3       | 13,5      | 19,4      | 13,1                  | 24,7 | 26,3    | 25,4 | 25,5                  | 20,3      | 14,4    | 6,5      | 13,7                  | -0,3     | -2,7    | 0,1     | -1,0                  | 12.8             |
| Taishan      | -1,6      | 5,6       | 11,3      | 5,1                   | 15,6 | 17,8    | 17,1 | 16,8                  | 12,5      | 6,8     | -0,2     | 6,4                   | -6,1     | -8,6    | -6,7    | -7,1                  | 5,3              |

## Urbanisme

### Transport

#### Ferroviaire
Le Shandong possède de nombreuses gares de train haute vitesse.

#### Aérien
- Aéroport international de Qingdao-Jiaodong
- Aéroport international de Qingdao Liuting

#### Métro
Deux villes du Shandong possèdent un réseau de métro :
- Métro de Qingdao
- Métro de Jinan

#### Maritime
Le Shandong est une importante région maritime, disposant de grands plusieurs ports recevant les navires de haute-mer.
Les ports du Shandong sont gérés et commercialisés depuis 2019 par une société unique, le Shandong Port Group, qui dirige en particulier les trois plus grands ports, ceux de Qingdao, de Yantai et de Rizhao.
Le Shandong Port Group a développé des relations de coopération internationales, dont à Singapour et aussi avec la Russie pour développer des services de transport intermodaux, ferroviaires, entre les Shandong et la Russie.

### Environnement
En 2017, la pollution de l'air a contribué à environ 21 % des décès en Chine. En 2017, le gouvernement chinois a lancé un plan quinquennal visant à convertir la moitié du nord de la Chine à l'énergie durable pour le chauffage hivernal. La ville de Haiyang devrait se convertir complètement à l'énergie nucléaire d'ici 2021, réduisant les émissions de combustibles fossiles de plus de 60 000 tonnes par an.

### Occupation des sols
| Terres arables Zones forestières Prairies | Mer ou zones humides Zones urbanisées Terres incultes |

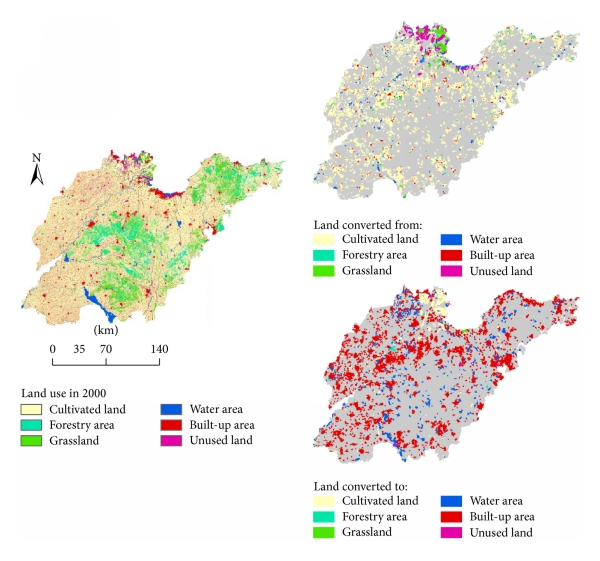
Changements dans l'utilisation des sols
dans la province de Shandong
entre l'année 2000 et 2008.
Terres arables
Zones forestières
Prairies
Mer ou zones humides
Zones urbanisées
Terres incultes

En 2000, les terres cultivées de la province de Shandong représentaient 67,62 % de la superficie totale, suivies par les zones urbanisées (12,62 %), les prairies (8,72 %), les zones forestières (6,44 %), les  (3,44 %) et les terres inutilisées (1,17 %).
La province du Shandong a connu des changements drastiques en matière d'occupation des sols entre 2000 et 2008. Les caractéristiques de ces changements sont l'étalement urbain, la récupération des terres incultes et les conversions drastiques des zones humides. En raison de l'urbanisation rapide, les zones urbanisées se sont étendues de 56,13 %, la superficie bâtie passant de 301 939 hectares à 471 418 hectares. Cependant, les terres non utilisées ont diminué de 16,54 % en raison de la poldérisation. Les zones humides ont connu à la fois une augmentation et une diminution drastiques. Par exemple, les réservoirs/étangs et les cours d'eau/rivières ont augmenté de manière significative de 42,30 % et 5,67 %, respectivement, tandis que les plages et les rivages, les lacs et les terres basses ont diminué de 53,46 %, 23,66 % et 21,99 %, respectivement.

## Démographie
| 1912       | 1928       | 1936       | 1947       | 1954       | 1964       |
| ---------- | ---------- | ---------- | ---------- | ---------- | ---------- |
| 30 989 000 | 28 672 000 | 38 100 000 | 38 865 000 | 48 876 548 | 55 519 038 |

| 1982       | 1990       | 2000       | 2010       | 2020        | - |
| ---------- | ---------- | ---------- | ---------- | ----------- | - |
| 74 419 054 | 84 392 827 | 89 971 789 | 95 793 065 | 101 527 453 | - |

Le Shandong est la deuxième province la plus peuplée de Chine, après le Guangdong, juste devant le Henan, avec une population de plus de 101 527 453 habitants lors du recensement de 2020 en Chine. Les groupes minoritaires comprennent les Hui et les Mandchous. Les habitants du Shandong sont également connus pour avoir la taille moyenne la plus élevée de toutes les provinces chinoises. En 2010, les étudiants de Yantai âgés de 16 à 18 ans mesuraient en moyenne 176,4 centimètres et les étudiantes 164 cm.
Des statistiques démographiques plus précises pour la province de Shandong commencent avec la dynastie Han, et depuis lors l'évolution de la démographie peut être divisée en quatre étapes. À partir de l'an 2 de notre ère, la population de l'actuelle province de Shandong s'élevait à plus de 12 millions d'habitants et a commencé à dépasser les 30 millions en 1830, c'est la première étape. De 1841 à 1949, la deuxième étape, la population du Shandong s'est développée en douceur, atteignant les 45 millions d'habitants en 1949. Dans les années 1950 et 1960, la population du Shandong s'est développée à grande vitesse, et dans les années 1970 et 1980, la politique de l'enfant unique a été mise en œuvre, la population du Shandong atteignait alors plus de 80 millions d'habitants en 1988. Le recensement de 2010 a montré que la population résidente de la province était de 95 793 100.En 2015, 1 235 800 naissances ont eu lieu, et la population résidente de Shandong à la fin de l'année a atteint 98 471 600 personnes. Parmi eux, la population âgée de 0 à 14 ans représentait 16,62 % de la population totale, la population âgée de 15 à 64 ans représentait 71,17 %, et la population âgée de 65 ans et plus représentait 12,21%. Fin 2017, la population résidente de la province du Shandong a dépassé les 100 millions de personnes, se classant au deuxième rang du pays après la province du Guangdong.
Les résultats du recensement de 2010 ont montré que 8 328 700 personnes avaient fait des études universitaires, 13 322 600 personnes avaient fait des études secondaires, 38 468 200 personnes avaient fait des études secondaires de premier cycle, 23 912 400 personnes avaient fait des études primaires, et la population analphabète était de 4 757 300 personnes, avec un taux d'analphabétisme de 4,97 %. L'instruction obligatoire dans la province de Shandong a atteint un niveau élevé, avec un taux net de scolarisation des enfants en âge de fréquenter l'école primaire dans la province de 99,97 % en 2016, et un taux de consolidation de 97,2 %.
Fin 2014, la province comptait 2,615 millions de personnes âgées de plus de 80 ans et 5 932 personnes âgées de plus de 100 ans. L'espérance de vie moyenne était de 73,42 ans en 2000, de 76,46 ans en 2010 et d'environ 78 ans en 2016. En 2009, la ville de Laizhou a été nommée "ville natale de la longévité en Chine" par la Société chinoise de gérontologie. C'est la dixième ville de Chine, la première de la province de Shandong et la première ville de la longévité du nord de la Chine.
En mars 2015, la province de Shandong comptait 55 minorités ethniques, avec une population résidente de 720 000 personnes, soit 0,75 % de la population totale de la province. Parmi elles, la population Hui compte 540 000 personnes, soit 75 % de la population minoritaire totale de la province
Le 21 mai 2021, les principales données du septième recensement national de la population de la province de Shandong sont publiées. Les données montrent que la population résidente de la province s'élève à 101 527 000 personnes. Parmi eux, la population chinoise Han est de 100 622 000 personnes, soit 99,11 %, et la population de diverses minorités ethniques est de 905 000 personnes, soit 0,89 %. Deux des 16 villes de niveau préfecture ont une population supérieure à 10 millions d'habitants, à savoir Linyi avec 11 018 000 habitants et Qingdao avec 10 072 000 habitants. La population résidente de la province se compose de 51,433 millions d'hommes, soit 50,66 %, et de 50,095 millions de femmes, soit 49,34 %. Le rapport de masculinité de la population totale était de 102,67 et le rapport de masculinité de la population à la naissance était de 111,95. Parmi la population résidente de la province, 19,063 millions de personnes, soit 18,78 %, étaient âgées de 0 à 14 ans ; 61,244 millions de personnes, soit 60,32 %, étaient âgées de 15 à 59 ans ; et 21,221 millions de personnes, soit 20,90 %, étaient âgées de 60 ans ou plus, dont 15,364 millions de personnes âgées de 65 ans ou plus, soit 15,13 %. La population résidente de la province comptait 14,603 millions de personnes ayant suivi des études universitaires et 14,553 millions de personnes ayant suivi des études secondaires (y compris le collège) ; le nombre moyen d'années d'études pour la population âgée de 15 ans et plus était de 9,75 ans, et le taux d'analphabétisme était de 3,26 %. Sur la population résidente de la province, 64 014 millions de personnes, soit 63,05 %, vivaient dans des villes et 37,513 millions, soit 36,95 %, dans des villages.
En outre, la ville de Qingdao, dans la province de Shandong, constitue une concentration majeure de la Diaspora coréenne en Chine avec une population d'environ 100 000 personnes.
À la fin de 2022, la population résidente de la province de Shandong s'élevait à 101 627 900 personnes. Parmi cette population, 17,86 % étaient âgés de 0 à 14 ans, 65,42 % de 15 à 64 ans et 16,72 % de 65 ans et plus. Le taux d'urbanisation de la population résidente était de 64,54 %, soit une augmentation de 0,60 % par rapport à la fin de l'année précédente.

### Religion
Les religions au Shandong
- Sans religion ou autres religions (80,05 %)
- Religion ancestrale chinoise (25,28 %)
- Christianisme (1,21 %)
- Islam (0,55 %)

La province de Shandong compte aujourd'hui cinq religions principales : le bouddhisme, le taoïsme, l'islam, le catholicisme et le protestantisme. Parmi elles, le bouddhisme et le taoïsme ont une histoire de plus de 1 000 ans dans le Shandong. Le Shandong est l'un des berceaux du taoïsme, et de nombreuses croyances, mythes et sectes taoïstes y sont nées et y ont prospéré. Citons par exemple les croyances taoïstes basées sur Jiang Ziya, le mythe des Huit Immortels, le Fangxiandao un courant magico-religieux cherchant la poursuite de l'immortalité physique, le Quanzhen Dao, Voie de la Complétude de l’Authentique ou Voie de la Parfaite Complétude qui est avec Zhengyi Dao l’une des deux plus importantes écoles taoïste nées à la fin de la Dynastie Song, etc.. L'Islam existe depuis le XIIIe siècle, lorsqu'il a été introduit pour la première fois au peuple chinois dans le Shandong. L'islam s'est surtout développé à partir du XIIIe siècle avec la migration des musulmans Hui vers le Shandong. La grande majorité des mosquées existantes dans le Shandong ont été construites depuis les dynasties Ming et Qing. Elles ont une grande valeur archéologique et certaines d'entre elles sont classées comme unités de protection des reliques culturelles clés au niveau de la province, de la municipalité, du comté ou même au niveau national. Le catholicisme et le protestantisme se sont rapidement répandus, principalement après la première guerre de l'opium,.
Les rapports ne donnent pas de chiffres pour les autres types de religion ; 80,05 % de la population pourrait être irréligieuse ou impliquée dans le culte des divinités de la nature, du bouddhisme, du confucianisme, du taoïsme et des sectes religieuses folkloriques. Le Shandong est la province où Confucius est né en 551 avant J.-C.
Le Confucianisme est la religion et/ou la philosophie la plus connue du Shandong. Chaque année, des milliers de personnes viennent au Shandong pour visiter et découvrir la culture de Confucius. Selon la tradition chinoise, Confucius était un penseur, un personnage politique, un éducateur et le fondateur de l'école Ru de la pensée chinoise. Ses enseignements, conservés dans le Lunyu ou les Analectes, constituent le fondement d'une grande partie des spéculations chinoises ultérieures sur l'éducation et le comportement de l'homme idéal, sur la manière dont un tel individu devrait vivre sa vie et interagir avec les autres, et sur les formes de société et de gouvernement auxquelles il devrait participer. En outre, il existe de nombreux ouvrages célèbres sur Confucius, le plus connu étant les Analectes, écrits par ses élèves. Confucius a également participé à la rédaction des Cinq Classiques (五经). Les Cinq Classiques comprennent le Canon des Poèmes, le Livre de l'Histoire, le Livre des Changements et le Livre des Rites,.
En mars 2015, la province comptait 4 961 lieux d'activité religieuse officiellement enregistrés, dont 1 285 monastères et églises et 3 676 autres lieux fixes ; 6 599 membres du clergé, dont 3 456 ont été reconnus par le Bureau provincial des religions ; et trois collèges et instituts religieux, à savoir le Collège bouddhiste du Shandong Zhanshan, le Séminaire théologique du Shandong et le Séminaire catholique du Saint-Esprit du Shandong. La province compte sept groupes religieux patriotiques, à savoir l'Association bouddhiste provinciale, l'Association taoïste provinciale, l'Association islamique provinciale, l'Association patriotique catholique provinciale et la Commission de l'Église catholique, le Comité provincial du mouvement patriotique chrétien des trois autonomies et l'Association chrétienne.

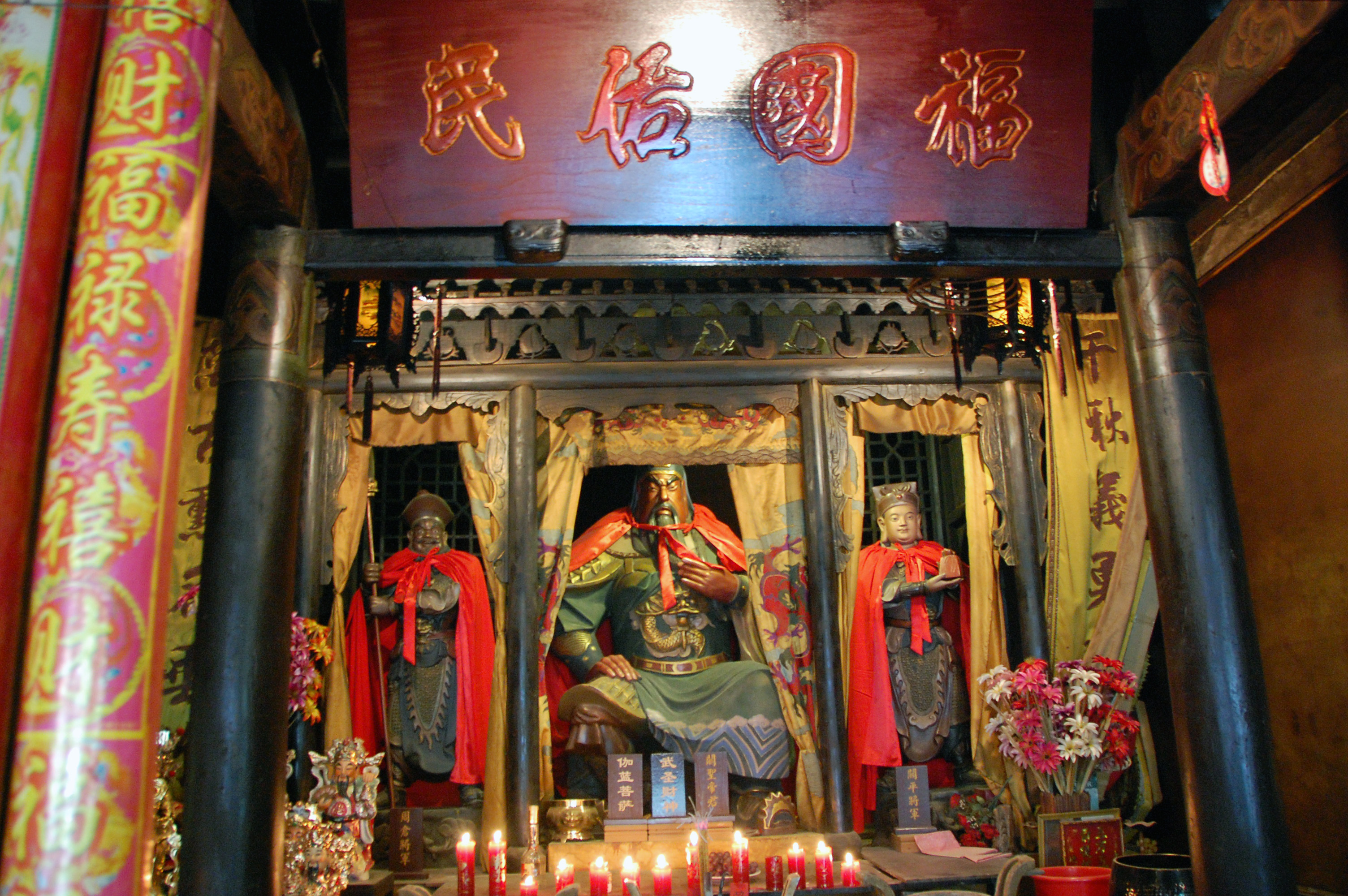
Statue de Guandi dans le temple de Guandi, Jinan.
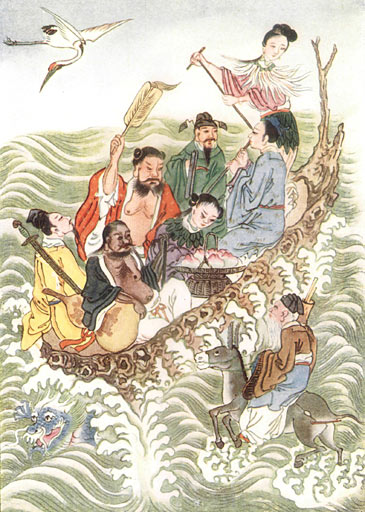
Huit immortels traversant la mer.
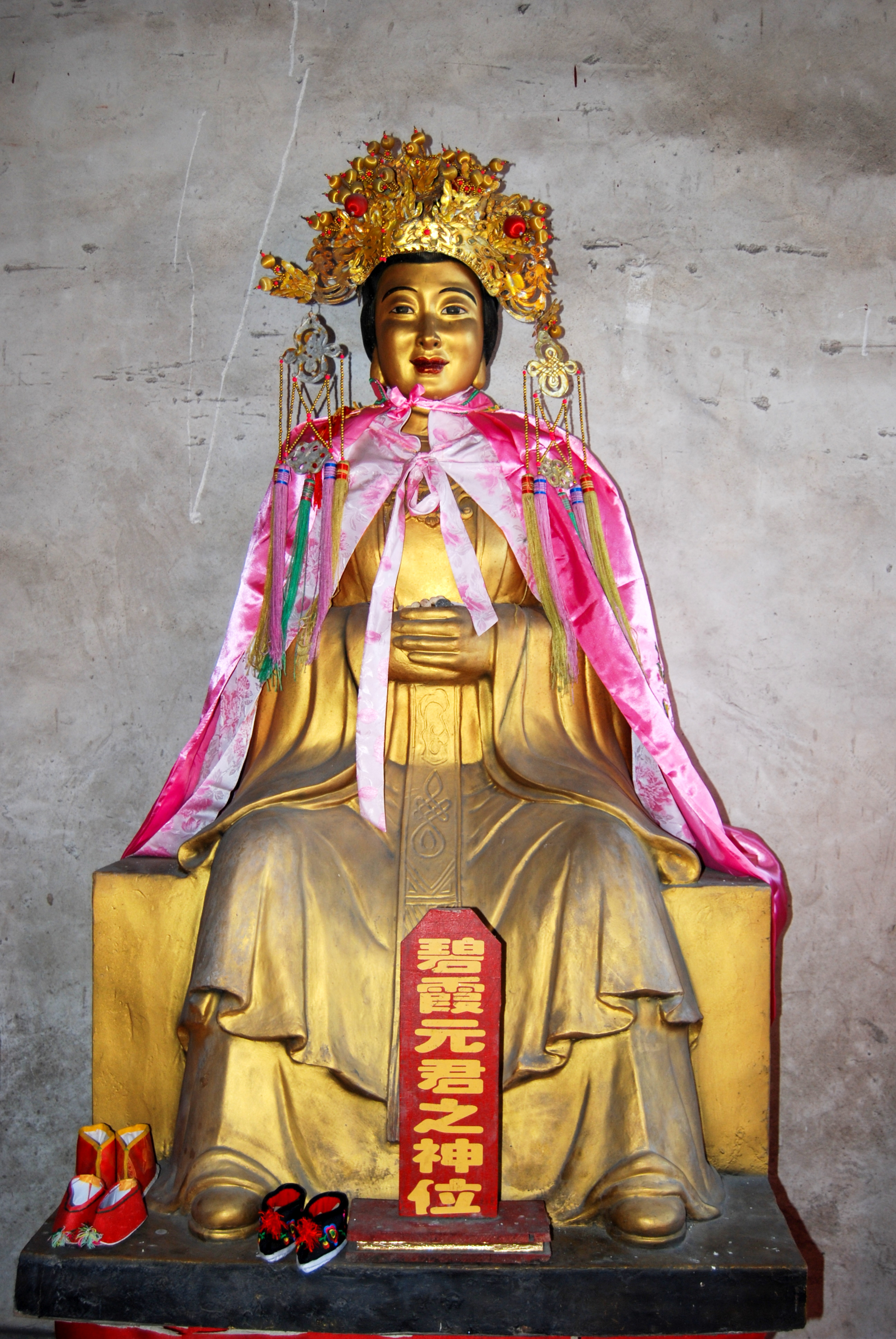
Bixia Yuanjun, dieu taoïste du feu et maréchal des immortels.
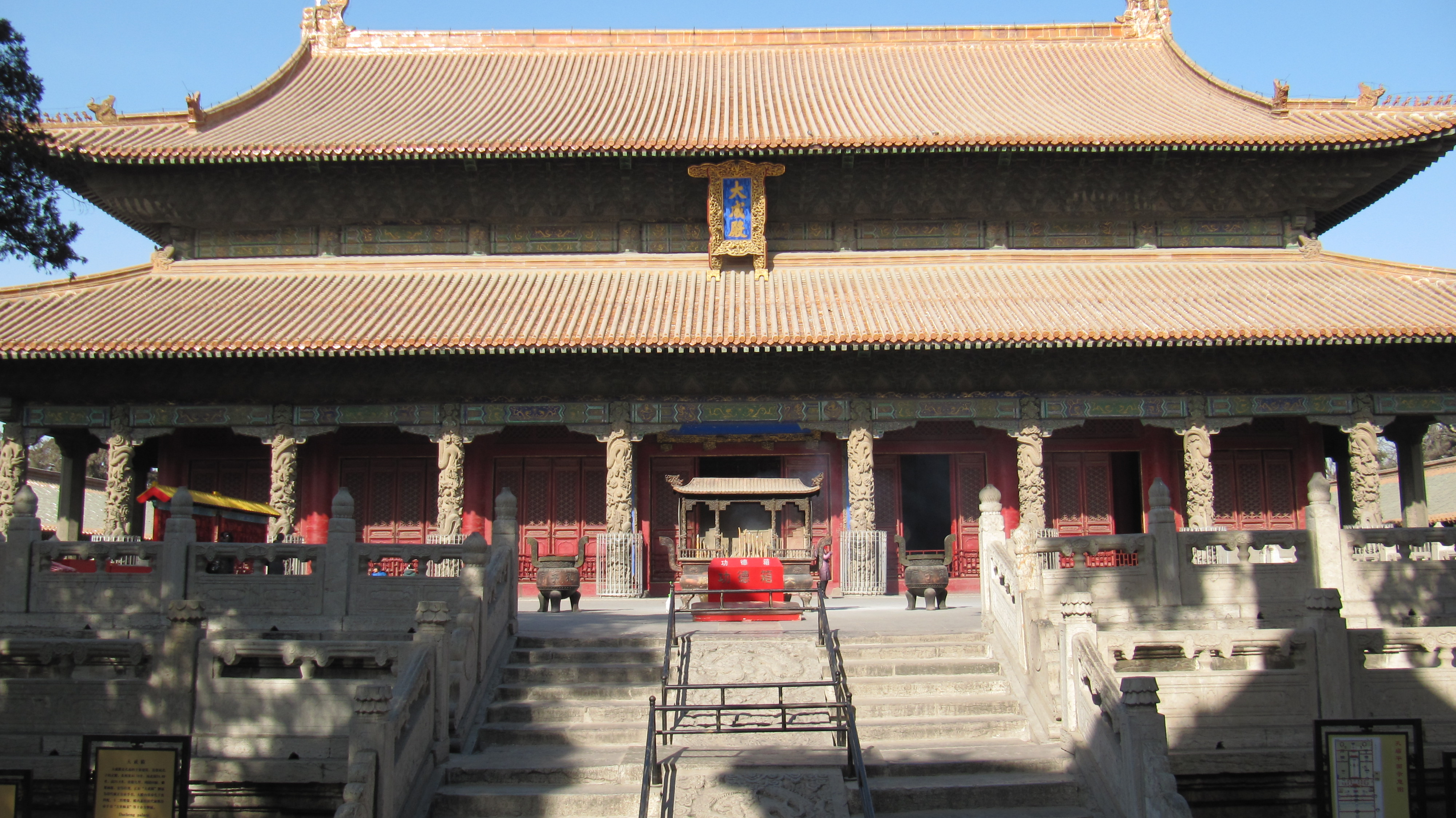
Salle Dacheng du temple de Confucius à Qufu.
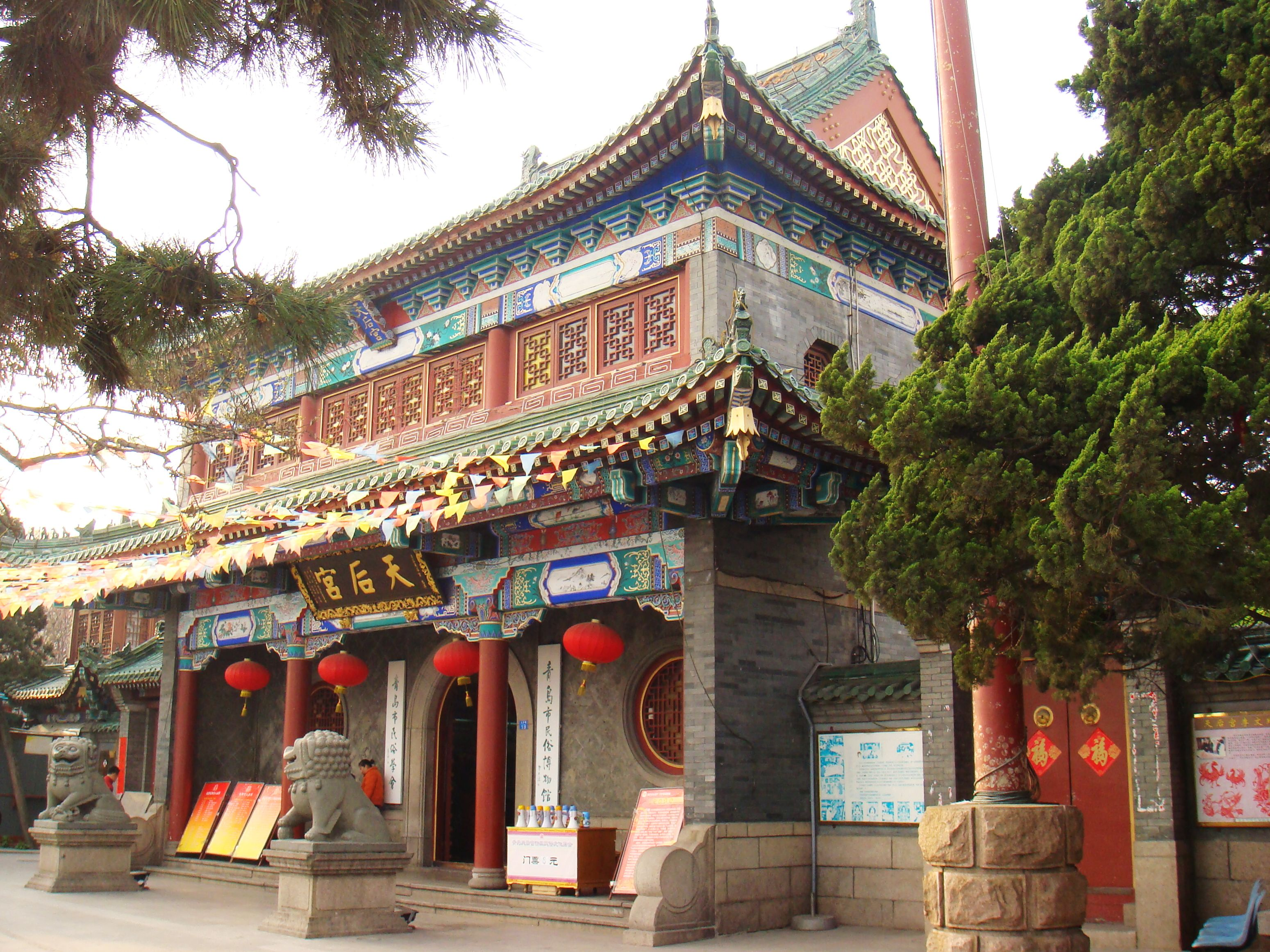
Temple Tin Hau de Qingdao.
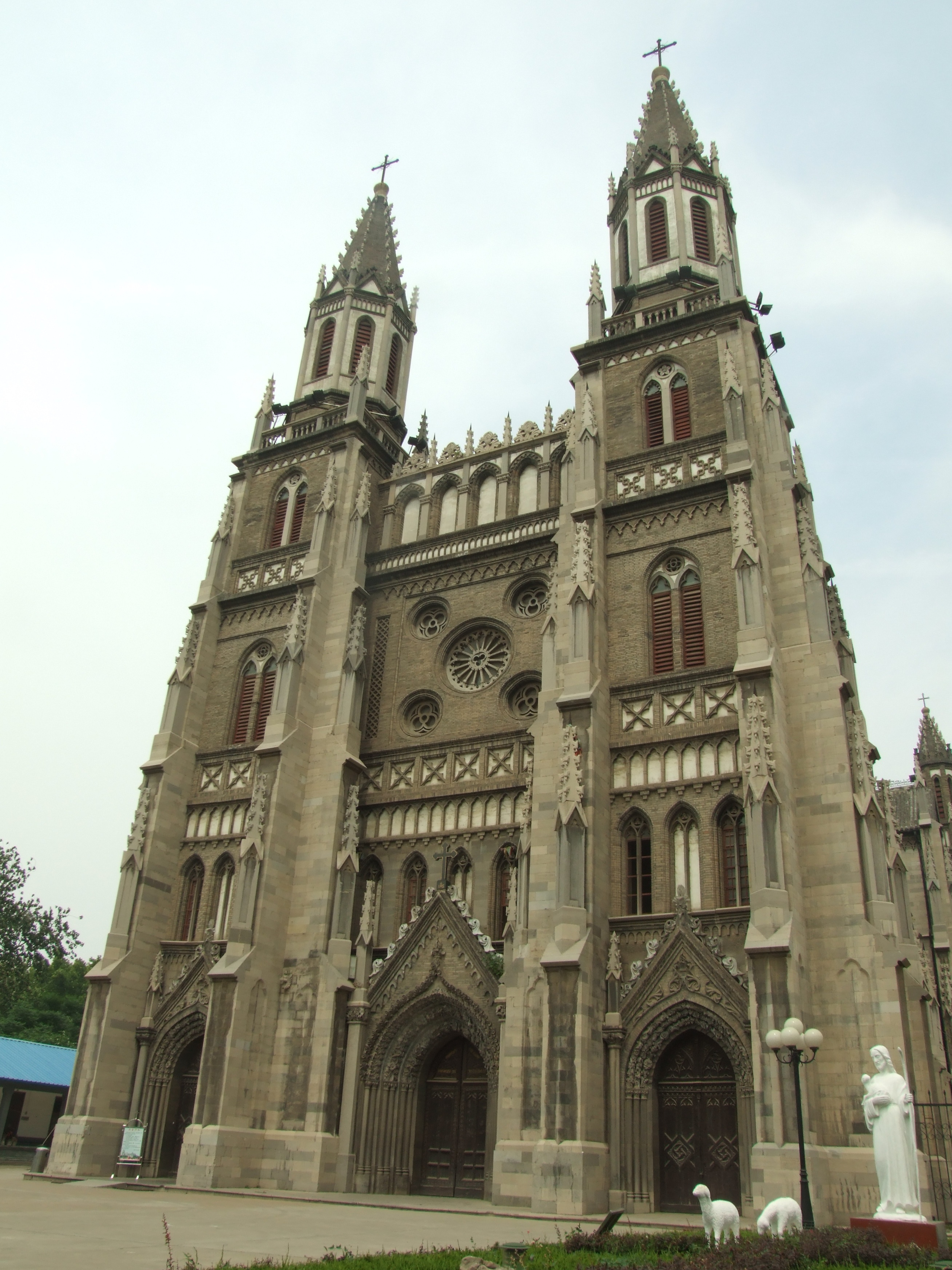
Cathédrale du Sacré-Cœur de Jinan.
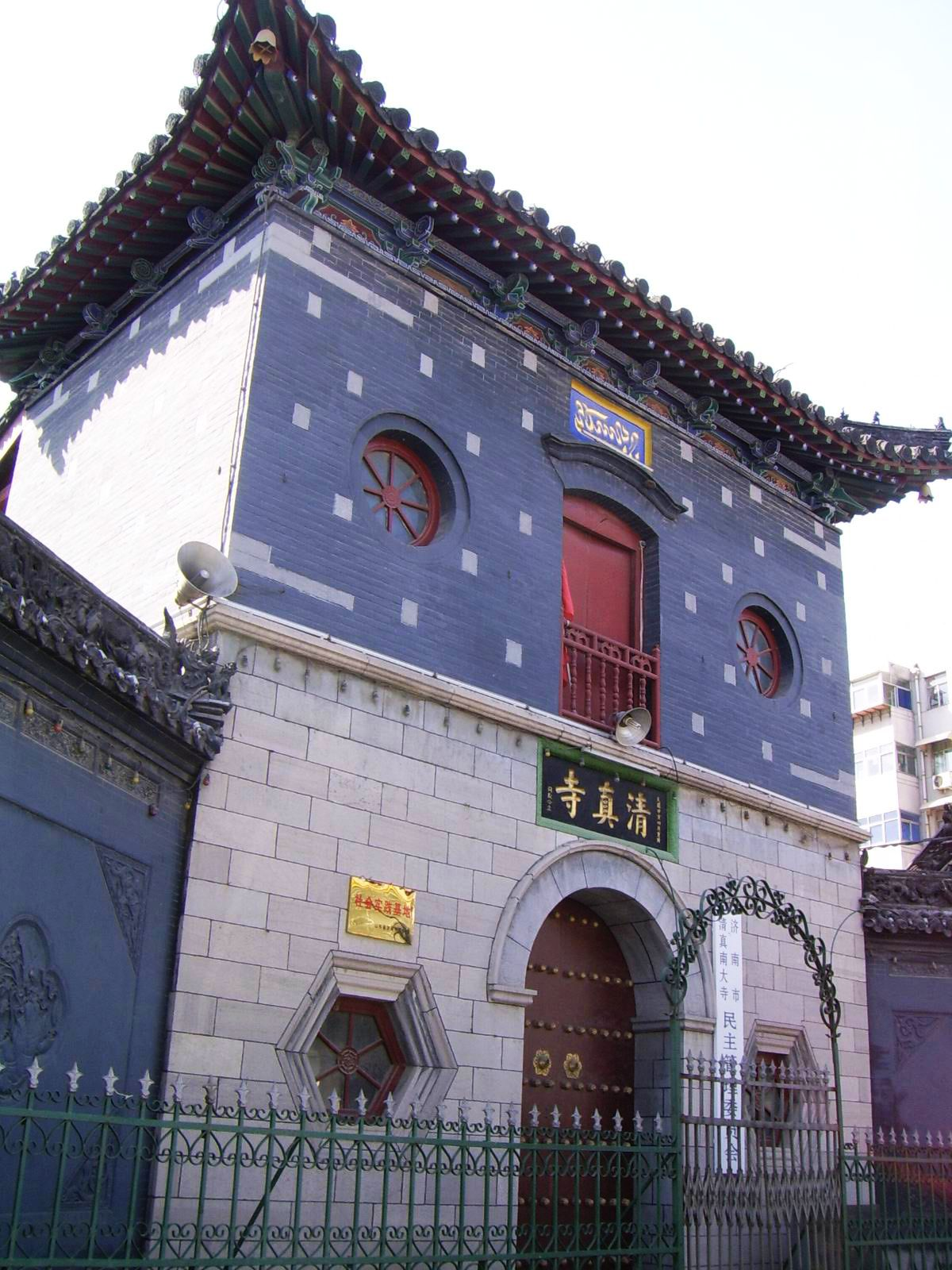
Grande mosquée du sud de Jinan.

## Histoire

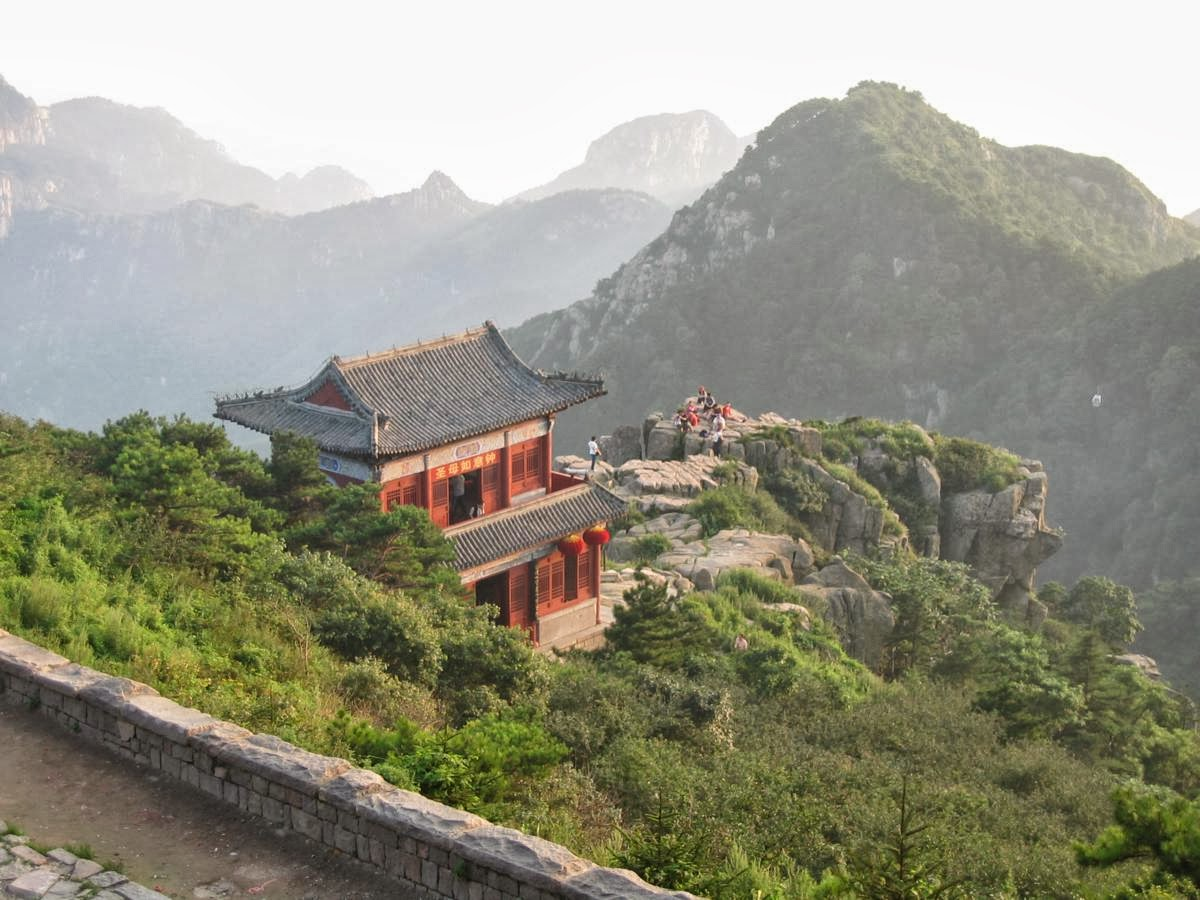
Le mont Tai. Haut lieu de dévotion sous la dynastie Han, cette montagne taoïste héberge temples et sanctuaires.

La dynastie Qin a conquis le Qi et fondé le premier État chinois centralisé en 221 av. La dynastie Han qui a suivi a créé un certain nombre de commanderies supervisées par deux régions (部) dans le Shandong actuel: Qingzhou (青州) au nord et Yanzhou (州) au sud. Après la chute de la dynastie Han, la Chine a été divisée en Trois Royaumes. Le Shandong appartenait aux Cao-Wei, qui régnaient sur le nord de la Chine.
La province moderne du Shandong a été créée par la dynastie Ming, où elle possédait un territoire plus vaste comprenant la partie agricole du Liaoning. Après la transition des Ming aux Qing en 1644, le Shandong acquiert (plus ou moins) ses frontières actuelles.
Le 25 juillet 1668, un séisme d'une magnitude estimée à 8,5, dont l'épicentre se trouvait juste au nord-est de la ville de Linyi, dévasta le Shandong et tua environ 43 000-50 000 personnes,.

### Shandong auXIXesiècle
Au cours du XIXe siècle, la Chine est de plus en plus exposée à l'influence occidentale et le Shandong, province côtière, est particulièrement touchée.
En 1897, le comptoir de Kiautschou passe sous contrôle des Allemands qui y fondent la ville de Qīngdǎo. En raison de la pression étrangère de l'Empire russe, qui avait annexé la Mandchourie extérieure en 1860, la dynastie Qing encouragea l'installation de populations du Shandong dans ce qui restait du nord-est de la Chine.
Le Shandong a été l'un des premiers endroits où la révolte des Boxers a commencé et est devenue l'un des centres du soulèvement. En 1899, le général Qing Yuan Shikai est nommé gouverneur de la province pour réprimer le soulèvement. Il occupe le poste pendant trois ans.
Malgré la présence britannique à Wēihǎi, l'influence allemande fut prédominante jusqu'à la Première Guerre mondiale. Après la guerre, le Japon bénéficia pendant quelques années de concessions allemandes qui revinrent à la Chine en 1922. La présence allemande explique l'importance de la brasserie de Qīngdǎo (bière Tsingtao, la plus vendue au monde, ayant la particularité de contenir du riz), le vin blanc dit Tsing-Tao et l'architecture bavaroise.

### Shandong pendant la seconde guerre sino-japonaise (1931-1945)
À compter de 1938, la province est envahie par l'armée impériale japonaise dans le cadre de l'expansion de l'Empire Shōwa, la résistance se poursuivant dans les campagnes. Le général Yasuji Okamura y mit en branle la Politique des Trois Tout (三光作戦, Sankō Sakusen, « tue tout, brûle tout, pille tout »), une stratégie de la terre brûlée, en 1942. Cette politique dure jusqu'à la capitulation du Japon en 1945, tuant des millions de personnes dans le Shandong et le nord de la Chine.

### Sous le communisme
En 1945, les forces communistes détiennent déjà certaines parties du Shandong. Au cours des quatre années suivantes de la guerre civile chinoise, ils élargissent leurs possessions, chassant finalement le Kuomintang (gouvernement de la république de Chine) du Shandong en juin 1949. La république populaire de Chine est fondée en octobre de la même année.
Dans son ouvrage Chine : L'archipel oublié, le sinologue Jean-Luc Domenach indique que pendant le Grand Bond en avant, l'archipel a plus souffert de la famine que le reste de la Chine, plusieurs cas d'anthropophagie sont signalés y compris dans celui de Linyi de Shandong. Environ six millions de personnes sont mortes de faim dans le Shandong pendant la grande famine en Chine.

### Depuis la conversion au «socialisme de marché»
Ces dernières années, le Shandong, en particulier l'est du Shandong, a connu un développement économique important, devenant l'une des provinces les plus riches de la république populaire de Chine.

## Divisions administratives
La province de Shandong est subdivisée en 16 villes-préfectures dont deux villes provinciales (Jinan et Qingdao). Ces villes préfectures sont elles-mêmes découpées en 137 subdivisions dont 55 districts, 26 Xians et 56 villes-district. Au troisième niveau, on trouve 1 941 subdivisions de niveau canton dont 1 223 bourgs, 293 cantons, 2 cantons ethniques et 423 sous-districts.
| Divisions administratives du Shandong | Divisions administratives du Shandong | Divisions administratives du Shandong | Divisions administratives du Shandong | Divisions administratives du Shandong | Divisions administratives du Shandong | Divisions administratives du Shandong | Divisions administratives du Shandong | Divisions administratives du Shandong | Divisions administratives du Shandong | Divisions administratives du Shandong | Divisions administratives du Shandong |
| ------------------------------------- | ------------------------------------- | ------------------------------------- | ------------------------------------- | ------------------------------------- | ------------------------------------- | ------------------------------------- | ------------------------------------- | ------------------------------------- | ------------------------------------- | ------------------------------------- | ------------------------------------- |
| District Xian                         |                                       |                                       |                                       |                                       |                                       |                                       |                                       |                                       |                                       |                                       |                                       |
| N° sur la carte                       | Ville-préfecture                      | Superficie en km2                     | Population 2010                       | Siège                                 | Subdivisions                          | Subdivisions                          | Subdivisions                          |                                       |                                       |                                       |                                       |
| N° sur la carte                       | Ville-préfecture                      | Superficie en km2                     | Population 2010                       | Siège                                 | Districts                             | Xians                                 | villes-district                       |                                       |                                       |                                       |                                       |
| 1                                     | Jinan                                 | 10 247,01 km²                         | 8 112 513                             | District de Lixia                     | 10                                    | 2                                     |                                       |                                       |                                       |                                       |                                       |
| 2                                     | Qingdao                               | 11 175,30 km²                         | 8 715 087                             | District de Shinan                    | 7                                     |                                       | 3                                     |                                       |                                       |                                       |                                       |
| 8                                     | Zibo                                  | 5965,17                               | 4 530 597                             | District de Zhangdian                 | 5                                     | 3                                     |                                       |                                       |                                       |                                       |                                       |
| 16                                    | Zaozhuang                             | 4 563,22 km²                          | 3 729 140                             | District de Xuecheng                  | 5                                     |                                       | 1                                     |                                       |                                       |                                       |                                       |
| 5                                     | Dongying                              | 7 923,26 km²                          | 2 035 338                             | District de Dongying                  | 3                                     | 2                                     |                                       |                                       |                                       |                                       |                                       |
| 15                                    | Yantai                                | 13 746,47 km²                         | 6 968 202                             | District de Laishan                   | 4                                     | 1                                     | 7                                     |                                       |                                       |                                       |                                       |
| 13                                    | Weifang                               | 16 143,14 km²                         | 9 086 241                             | District de Kuiwen                    | 4                                     | 2                                     | 6                                     |                                       |                                       |                                       |                                       |
| 7                                     | Jining                                | 11 186,98 km²                         | 8 081 905                             | District de Rencheng                  | 2                                     | 7                                     | 2                                     |                                       |                                       |                                       |                                       |
| 12                                    | Tai'an                                | 7 761,83 km²                          | 5 494 207                             | District de Taishan                   | 2                                     | 2                                     | 2                                     |                                       |                                       |                                       |                                       |
| 14                                    | Weihai                                | 5 796,98 km²                          | 2 804 771                             | District de Huancui                   | 2                                     |                                       | 2                                     |                                       |                                       |                                       |                                       |
| 11                                    | Rizhao                                | 5 347,99 km²                          | 2 801 013                             | District de Donggang                  | 2                                     | 2                                     |                                       |                                       |                                       |                                       |                                       |
| 10                                    | Linyi                                 | 17 191,21 km²                         | 10 039 440                            | District de Lanshan                   | 3                                     | 9                                     |                                       |                                       |                                       |                                       |                                       |
| 4                                     | Dezhou                                | 10 356,32 km²                         | 5 568 235                             | District de Decheng                   | 2                                     | 7                                     | 2                                     |                                       |                                       |                                       |                                       |
| 9                                     | Liaocheng                             | 8 714,57 km²                          | 5 789 863                             | District de Dongchangfu               | 2                                     | 5                                     | 1                                     |                                       |                                       |                                       |                                       |
| 3                                     | Binzhou                               | 9 444,65 km²                          | 3 748 474                             | District de Bincheng                  | 2                                     | 4                                     | 1                                     |                                       |                                       |                                       |                                       |
| 6                                     | Heze                                  | 12 193,85 km²                         | 8 287 693                             | District de Mudan                     | 2                                     | 7                                     |                                       |                                       |                                       |                                       |                                       |
|                                       | Ensemble de la province               | 157 100 km²                           | 95 792 719                            | Jinan                                 | 57                                    | 53                                    | 27                                    |                                       |                                       |                                       |                                       |
| Ville sous-provinciale                |                                       |                                       |                                       |                                       |                                       |                                       |                                       |                                       |                                       |                                       |                                       |

## Villes

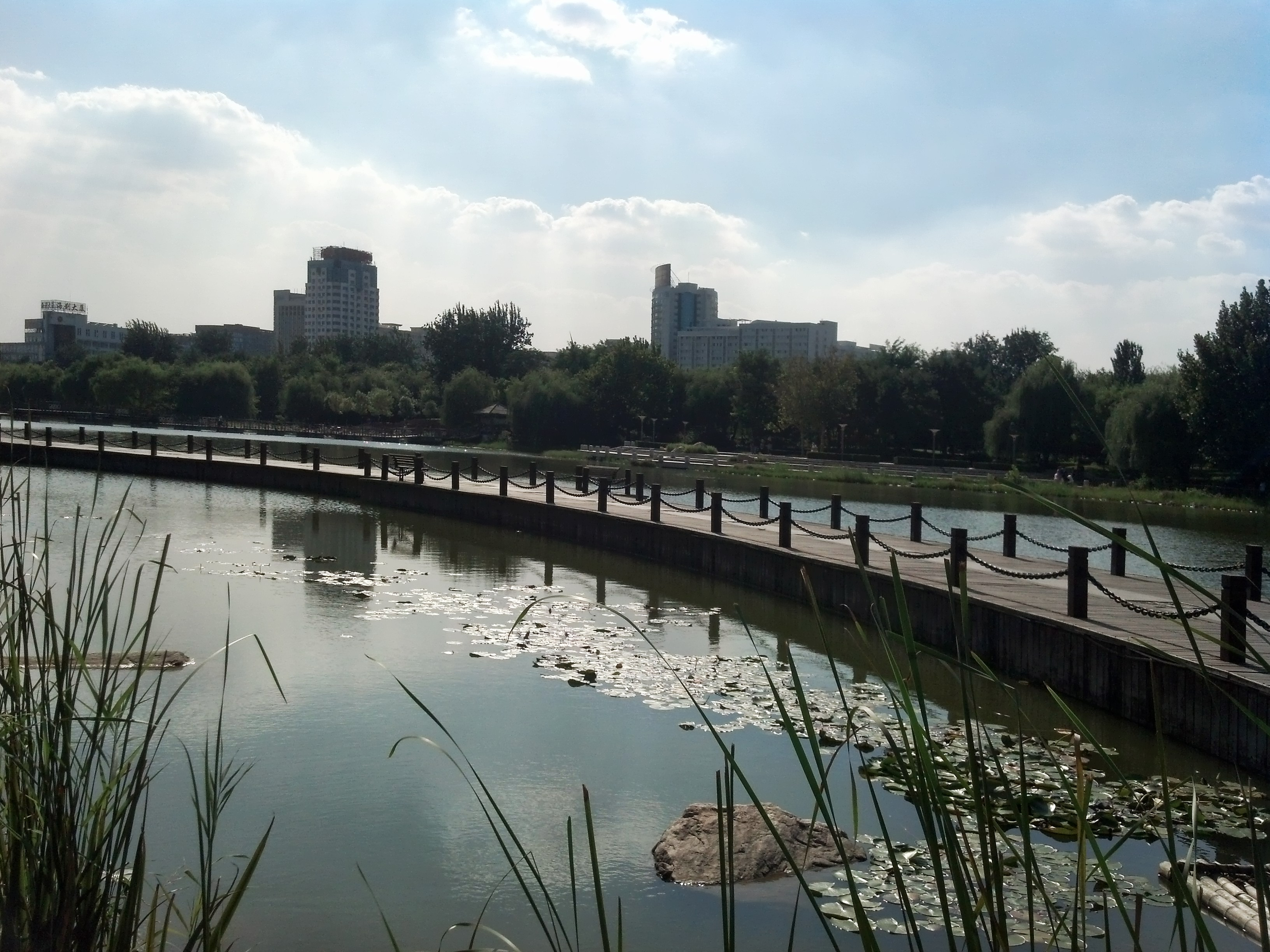

| Agglomération      | Désignation en chinois | Population de l'agglomération millions (2017) | Rang (Chine) | Superficie | Densité | Commentaire                                 |
| ------------------ | ---------------------- | --------------------------------------------- | ------------ | ---------- | ------- | ------------------------------------------- |
| Qingdao (Tsingtao) | 青岛                   | 5,915                                         | 17           | 1632 km²   | 3600    |                                             |
| Jinan              | 济南                   | 3,99                                          | 23           | 305 km²    | 5100    |                                             |
| Linyi              | 临沂                   | 2,715                                         | 40           | 907 km²    | 3000    |                                             |
| Zibo               | 淄博                   | 2,67                                          | 41           | 829 km²    | 3200    |                                             |
| Yantai             | 烟台                   | 2,385                                         | 45           | 583 km²    | 4100    |                                             |
| Weifang            | 潍坊                   | 1,82                                          | 56           | 414 km²    | 4400    |                                             |
| Zhucheng           |                        | 1,205                                         |              | 220 km²    | 5500    | Rattaché à la ville-préfecture de Weifang   |
| Dongying           | 东营                   | 1,175                                         |              | 240 km²    | 4900    |                                             |
| Rizhao             | 日照                   | 1,06                                          |              | 231 km²    | 4600    |                                             |
| Jining             | 济宁                   | 0,945                                         |              | 189 km²    | 5000    |                                             |
| Laiwu              |                        | 0,935                                         |              | 306 km²    | 3100    |                                             |
| Tengzhou           |                        | 0,91                                          |              | 114 km²    | 20700   | Rattaché à la ville-préfecture de Zaozhuang |
| Tai'an             | 泰安                   | 0,85                                          |              | 101 km²    | 8800    |                                             |
| Anqiu              |                        | 0,81                                          |              | 93 km²     | 8700    | Rattaché à la ville-préfecture de Weifang   |
| Heze (Caozhou)     | 荷泽                   | 0,805                                         |              | 210 km²    | 3800    |                                             |
| Xintai             | 新泰                   | 0,795                                         |              | 174 km²    | 4600    |                                             |
| Binzhou            |                        | 0,76                                          |              | 207 km²    | 3700    |                                             |
| Zhangqiu           |                        | 0,72                                          |              | 106 km²    | 6800    |                                             |
| Gaomi              |                        | 0,705                                         |              | 272 km²    | 2600    |                                             |
| Liaocheng          | 聊城                   | 0,67                                          |              | 130 km²    | 5200    |                                             |
| Dezhou             | 德州                   | 0,665                                         |              | 176 km²    | 9800    |                                             |
| Qingzhou           |                        | 0,66                                          |              | 153 km²    | 4300    | Rattaché à la ville-préfecture de Weifang   |
| Laixi              |                        | 0,645                                         |              | 142 km²    | 4500    | Rattaché à la ville-préfecture de Qingdao   |
| Laiyang            |                        | 0,605                                         |              | 122 km²    | 5000    | Rattaché à la ville-préfecture de Yantai    |
| Shougang           |                        | 0,57                                          |              | 104 km²    | 5500    | Rattaché à la ville-préfecture de Weifang   |
| Zouping            |                        | 0,55                                          |              | 241 km²    | 2300    | Rattaché à la ville-préfecture de Binzhou   |
| Feicheng           |                        | 0,535                                         |              | 78 km²     | 6900    | Rattaché à la ville-préfecture de Taian     |
| Qufu               |                        | 0,525                                         |              | 122 km²    | 4300    | Rattaché à la ville-préfecture de Jining    |
| Pingdu             |                        | 0,51                                          |              | 119 km²    | 11100   | Rattaché à la ville-préfecture de Qingdao   |
| Dongming           |                        | 0,5                                           |              | 130 km²    | 3900    | Rattaché à la ville-préfecture de Heze      |
| Linqi              |                        | 0,5                                           |              | 197 km²    | 2500    | Rattaché à la ville-préfecture de Weifang   |
| Zoucheng           |                        | 0,5                                           |              | 104 km²    | 4800    | Rattaché à la ville-préfecture de Jining    |

## Économie

### Agriculture
La production de vin est importante dans la province.
À l'heure actuelle, il existe plus de 140 établissements vinicoles dans la région, principalement répartis dans la vallée du raisin Nanwang et le long de la route touristique Yan-Peng. La région produit plus de 40 % de la production chinoise de vin de raisin. Les principaux cépages sont le cabernet sauvignon, le cabernet gernischt, le merlot, le riesling et le chardonnay.

### Production électrique
En décembre 2023, la centrale de Shidao Bay a été mise en service. Elle est située dans le Shandong, et est constituée deux réacteurs à haute température refroidis par du gaz, et non par de l’eau pressurisée.
Ce petit réacteur modulaire (en) (SMR) d'une puissance de 200 mégawatts a été mis en chantier en 2012. (Un premier SMR avait été raccordé au réseau électrique en décembre 2021).

## Tourisme

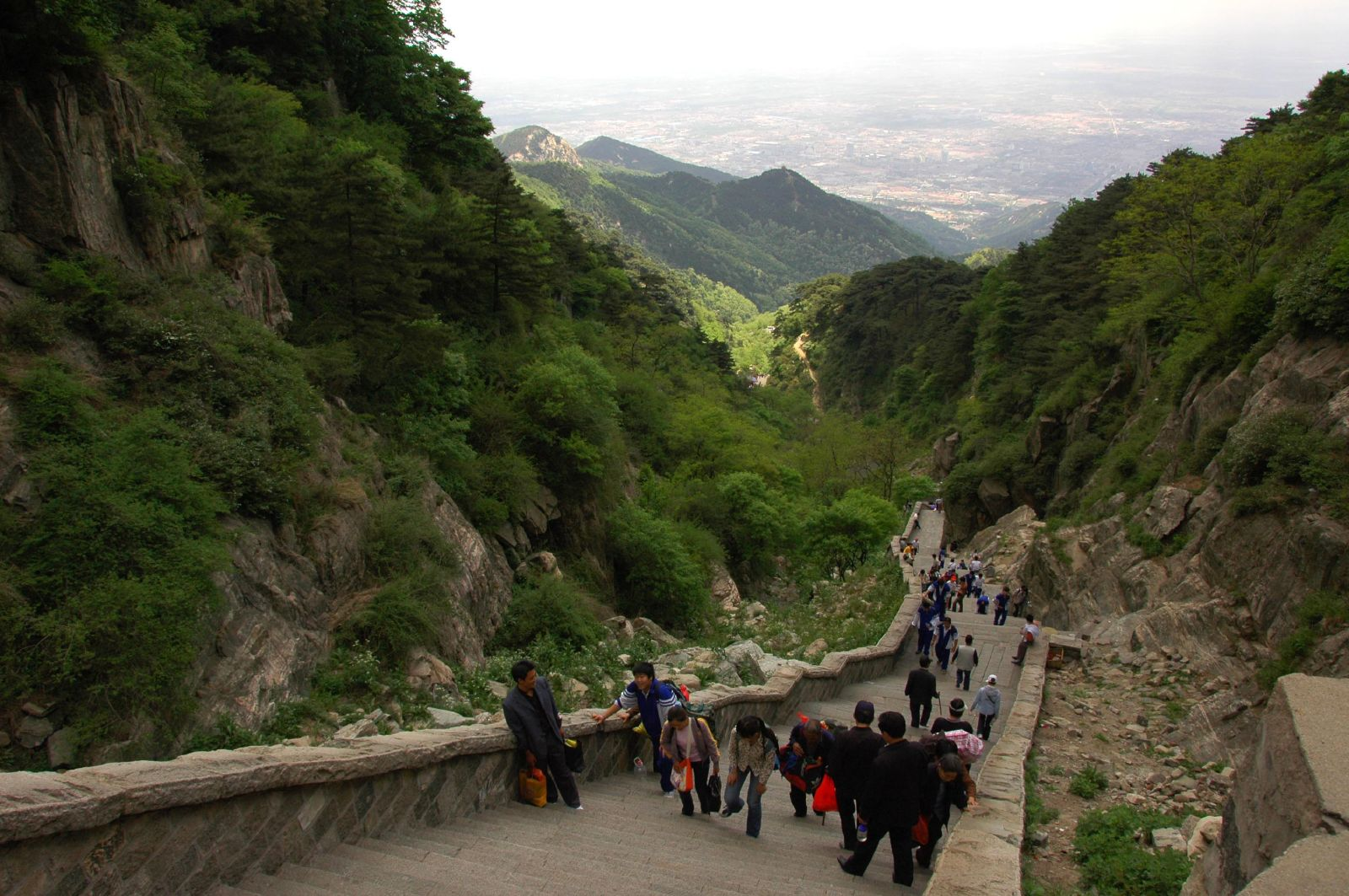

Le Shandong a une forte identité historique : il a fait partie des États de Lu et de Qi, c'est le territoire du confucianisme et de Confucius lui-même. Sa population a la réputation d'être droite, simple et conservatrice, c'est-à-dire en accord avec les principes confucéens. Aujourd'hui le confucianisme a une grande importance touristique chinoise qui est mise en valeur avec Qufu, ville natale de Confucius et le mont Tàishān, une des cinq montagnes sacrées taoïste et haut lieu du taoïsme.

### Gastronomie
Jiaozi : ils sont souvent appelés en français raviolis pékinois, mais ils sont répandus dans différentes provinces du nord-est de la Chine. Chaque province a sa façon de les préparer.
Dao Mian : les pâtes au couteau. À partir d'un pâton, le cuisinier détache vivement des copeaux de pâte qui tombent directement dans l'eau bouillante. Une fois cuits, ils sont sautés dans un wok avec la garniture.

### À voir
- la montagne Tai (chinois simplifié : 泰山 ; pinyin : Tàishān), la plus révérée des cinq montagnes taoïstes, à escalader au petit matin.
- Qingdao (chinois simplifié : 青岛 ; pinyin : qīngdǎo ; Wade : Tsing-Tao) ville de la célèbre bière, à l'architecture coloniale bavaroise, appelée par les Chinois La Suisse de Chine.
- Qufu (chinois simplifié : 曲阜 ; pinyin : qūfú), ville natale de Confucius.

## Jumelage
Le Shandong est jumelé avec la région Bretagne et les Pays de la Loire (France).